# Droga węchowa
Droga węchowa – droga przenoszenia impulsów nerwowych wywoływanych przez bodźce chemiczne w komórkach węchowych nabłonka jamy nosowej do kory węchomózgowia oraz innych struktur neuroanatomicznych (analizator wrażeń węchowych). Jest jedyną drogą czuciową osiągającą korę mózgu bez pośrednictwa wzgórza. Jest to najwolniej przewodząca droga śródmózgowa. 

## Przebieg
Droga węchowa przewodzi impulsy nerwowe z nabłonka jamy nosowej do węchomózgowia za pośrednictwem dwóch neuronów:
1. Pierwszym neuronem drogi węchowej (receptorem węchu) są komórki nerwowo-zmysłowe węchowe. Znajdują się w błonie śluzowej części węchowej jamy nosowej. Są dwubiegunowe - ich wypustka obwodowa kieruje się do zewnętrznej powierzchni błony śluzowej, a aksony podążają dośrodkowo w obrębie nerwów węchowych (nn. olfactorii) do opuszki węchowej (bulbus olfactorius), przechodząc przez blaszkę sitową kości sitowej.
2. Drugi neuron stanowią komórki mitralne i pędzelkowate opuszki węchowej. Ich dendryty stykają się z nerwami węchowymi  w obrębie kłębuszków węchowych tejże opuszki. Neuryty biegną przez pasmo węchowe. Część z nich kończy się w jądrach węchowych przednich pasma węchowego lub w trójkącie węchowym, a niektóre podążają do istoty dziurkowanej przedniej, prążka węchowego przyśrodkowego oraz przez spoidło przednie do przeciwstronnego pasma węchowego. Większość włókien przebiega jednak przez prążek węchowy boczny do pierwszorzędowej (pierwotnej) kory węchowej.

Pierwszorzędową korę węchową stanowią zakręty haka hipokampa: zakręt półksiężycowaty (gyrus semilunaris), zakręt okalający (gyrus ambiens), kora przedgruszkowata oraz przymigdałowa. Wysyła połączenia do:
1. Wzgórza (jądra przyśrodkowego grzbietowego), które łączy się z korą oczodołowo-czołową, gdzie zachodzi świadoma analiza informacji węchowej.
2. Podwzgórza, które otrzymuje włókna bezpośrednio z pierwotnej kory węchowej lub pośrednio przez ciało migdałowate poprzez prążek krańcowy.
3. Zespołu hipokampa poprzez korę śródwęchową (entorynalną, pole śródwęchowe, area entorhinalis, pole 28 według Brodmanna).